# El soplo al corazón
El soplo al corazón es una película francesa de 1971 dirigida por Louis Malle, protagonizada por Lea Massari, Benoît Ferreux, Daniel Gélin y Michael Lonsdale.

## Argumento
Laurent Chevalier (Benoît Ferreux) un chico de 14 años, crece en la década de 1950, en Dijon, Francia. Su padre (Daniel Gélin) un ginecólogo de actitud conservadora; y su madre Clara (Lea Massari) que es italiana, que trata a sus tres hijos, especialmente a Laurent, más como una hermana que una madre. Laurent y sus hermanos descubren el mundo yendo a bares y bebiendo alcohol. Laurent vive su primera experiencia sexual cuando sus hermanos le presentan a la prostituta Freda (Gila von Weitershausen).
Cuando Laurent es diagnosticado con fibrilación cardíaca, Clara le acompaña a unas termas para su recuperación. Allí, Clara encuentra a su amante. Laurent parece estar interesado por chicas de su edad en el balneario, pero en verdad, ha puesto sus ojos en su madre. En el transcurso del tiempo se desarrolla una relación entre Laurent y su madre cada vez más intima.

## Reparto
- Lea Massari: Clara Chevalier
- Benoît Ferreux: Laurent Chevalier
- Daniel Gélin: Charles Chevalier
- Michael Lonsdale: Padre Henri
- Gila von Weitershausen: Freda
- Fabien Ferreux: Thomas
- Marc Minocourt: Marc

## Premios y nominaciones
- En el Festival Internacional de Cine de Cannes de 1971, El soplo al corazón fue nominada a la Palma de Oro

- En el Óscar de 1973, la película fue nominada al Mejor Guion Original

- En 1973, la película ganó un premio KCFCC Award como Mejor película extranjera

## Comentarios
Louis Malle trató el tema del incesto sin valorización moral. Sin embargo, la película fue rechazada por la censura e incluso prohibida temporalmente en Italia.